# Chapelle des Blanques
La chapelle des Blanques ou chapelle des Bellengues est une chapelle catholique située dans la commune de Trouville, en France.

## Localisation
La chapelle est située à Alvimare, commune du département français de la Seine-Maritime. Elle se trouve à côté du manoir des Blanques.

## Historique
L'édifice date du XVe siècle-début du XVIe siècle.
La chapelle est dédiée à sainte Barbe puis sainte Anne.
L'édifice est classé au titre des monuments historiques depuis le 27 décembre 1974.

## Description
L'édifice est à pans de bois.
La chapelle porte une épitaphe avec la généalogie des seigneurs des Blanques.